# 青櫛鱗鰨
青櫛鱗鰨為輻鰭魚綱鰈形目鰨亞目鰨科的其中一種，分布於西太平洋菲律賓及印尼海域，體長可達8.3公分，棲息在水深的底層水域，生活習性不明。